# Vaggeryds kommun
Vaggeryds kommun är en kommun i Jönköpings län. Kommunen uppger sig ha två centralorter, Skillingaryd och Vaggeryd. Kommunledningskontoret har sitt säte i Skillingaryd.
Skogskommunen Vaggeryd är belägen på Sydsvenska höglandet. I huvudsak är dess yta täckt av barrskog men inslaget av myrmark är stort, i synnerhet i de södra delarna. Kommunens sydvästra hörn ingår i Store Mosse nationalpark. Kommunen har en lång tradition av industrier. En betydande möbel- och åkdonstillverkning växte fram där under slutet av 1800-talet och i början av 2020-talet hade möbeltillverkningen fortsatt stor betydelse. 
Sedan kommunen bildades 1971 har befolkningstrenden varit positiv. Sedan 1994 har kommunen styrts av borgerliga eller blocköverskridande koalitioner. Mandatperioden 2018–2022 styrs kommunen av Alliansen i koalition med Miljöpartiet.

## Administrativ historik
Kommunens område motsvarar socknarna: Bondstorp, Byarum, Hagshult, Svenarum, Tofteryd och Åker. I dessa socknar bildades vid kommunreformen 1862 landskommuner med motsvarande namn. 
Vaggeryds municipalsamhälle inrättades i Byarums landskommun 28 juli 1911 och upplöstes vid utgången av 1951 när landskommunen upplöstes. Skillingaryds municipalsamhälle inrättades i Tofteryds landskommun 8 oktober 1920 och upplöstes vid utgången av 1951 när landskommunen upplöstes.
Vid kommunreformen 1952 bildades Vaggeryds köping av Byarums och Bondstorps landskommuner, Skillingaryds köping bildades av en del av Tofteryds landskommun vars resterande del införlivades i den då bildade Klevshults landskommun som också samtidigt införlivade Hagshults och Åkers landskommuner. Svenarums landskommun införlivades i Vrigstads landskommun.
Vaggeryds kommun bildades vid kommunreformen 1971 av Vaggeryds och Skillingaryds köpingar, av delar ur Klevshults landskommun (Hagshult, Åker och del av Tofteryd) samt en del ur Vrigstads landskommun (Svenarum). Vid kommunsammanläggningen av Vaggeryds och Skillingaryds kommuner 1971 kunde man inte enas om den nya kommunens namn. Den kompromiss som nåddes var, att kommunen skulle få namnet Vaggeryd, men ha sitt administrativa centrum i Skillingaryds samhälle.
Kommunen ingick från bildandet till 2005 i Värnamo domsaga och kommunen ingår sedan 2005 i Jönköpings domsaga.

## Geografi
Vaggeryds kommun är belägen i de nordvästra delarna av landskapet Småland och gränsar i norr till Jönköpings kommun, i nordöst till Nässjö kommun, i öster till Sävsjö kommun, i söder till Värnamo kommun samt i väster till Gnosjö kommun och Gislaveds kommun.
Kommunen ligger i Njudung och Finnveden, två av Smålands traditionella små länder.

### Topografi och hydrografi
Skogskommunen Vaggeryd är belägen på  Sydsvenska höglandet. Granit, gnejs och syenit utgör dess, på många ställen är uppspruckna, berggrund. Morän utgör det primära täcket över berggrunden och moränen är i huvudsak klädd med barrskog. Dock är inslaget av myrmark stort, i synnerhet  i de södra delarna. Kommunens sydvästra hörn ingår i Store mosse nationalpark. Isälvsavlagringar finns framför allt i Hokaån–Häråns dalgång, där vattendraget på flera ställen har ett slingrande lopp.

### Naturskydd
År 2022 fanns en nationalpark och 10 naturreservat i Vaggeryds kommun.
Nationalparken Store Mosse utgörs av Sydsveriges största myrområde. Nationalparken bildades 1982 och är totalt 7 682 hektar. I anslutning till nationalparken finns naturreservatet Brokullen som även den omfattar myrmark. Stensjökvarnaskogen utgörs istället av skogsmark. Där har nio arter av taggsvampar hittats, av dessa var fyra rödlistade.

### Administrativ indelning
Fram till 2016 var kommunen för befolkningsrapportering indelad i tre församlingar: 
Byarum-Bondstorps församling, 
Skillingaryds församling och 
Svenarums församling.

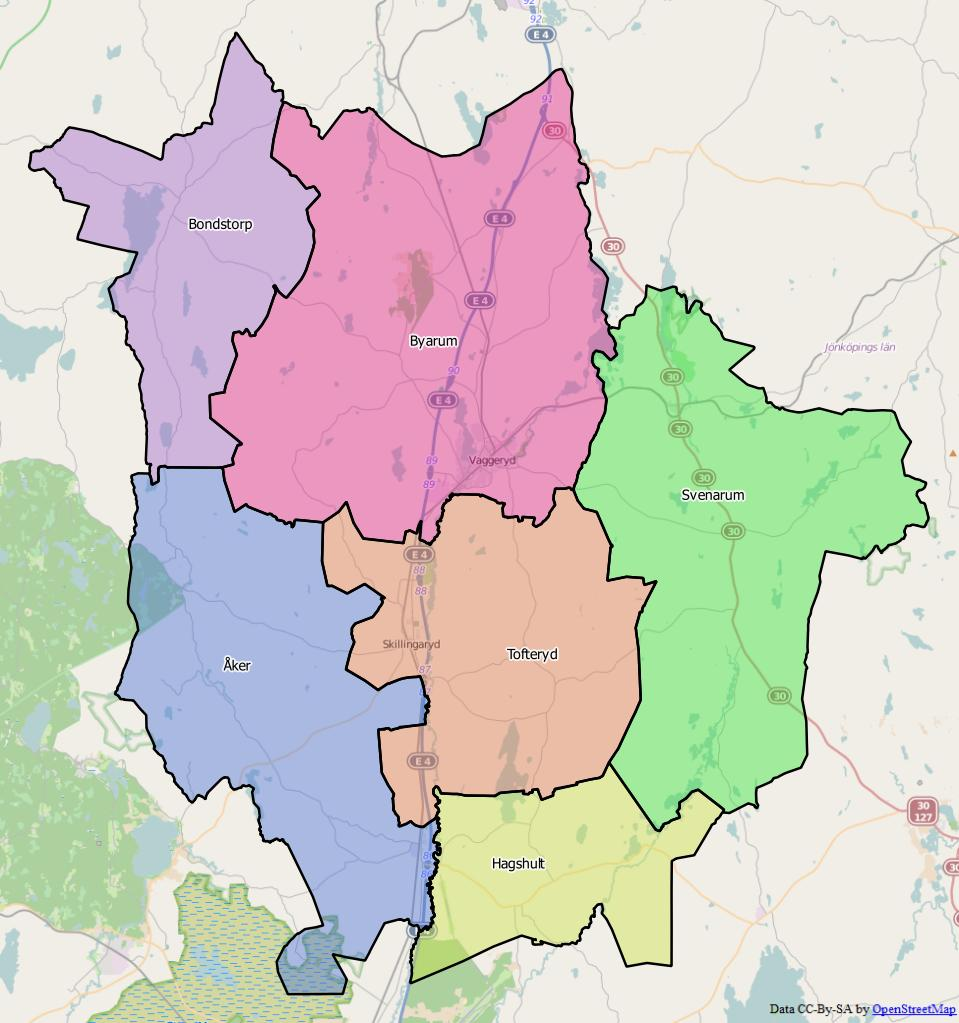
Distrikt (socknar) inom Vaggeryds kommun

Från 2016 indelas kommunen istället i sex distrikt, vilka motsvarar de tidigare socknarna: Bondstorp, Byarum, Hagshult, Svenarum, Tofteryd och Åker.

### Tätorter
Vid Statistiska centralbyråns tätortsavgränsning 2020 fanns det fem tätorter i Vaggeryds kommun:
| Tätort       | Befolkning |
| ------------ | ---------- |
| Vaggeryd     | 5 613      |
| Skillingaryd | 4 279      |
| Hok          | 670        |
| Klevshult    | 292        |
| Bondstorp    | 230        |

## Styre och politik

### Styre
Efter valet 2022 så ingick Socialdemokraterna och Moderaterna i ett majoritetsstyre efter att det tidigare styret bestående av allianspartierna och miljöpartiet inte uppnådde majoritet.
| År        | Partier | Partier | Partier | Partier | Partier |
| --------- | ------- | ------- | ------- | ------- | ------- |
| 1994-1998 | M       | C       | KD      | FP      |         |
| 1998-2002 | S       | C       |         |         |         |
| 2002-2006 | KD      | C       | M       | FP      |         |
| 2006-2010 | M       | KD      | C       | FP      |         |
| 2010-2014 | S       | C       | V       | MP      |         |
| 2014-2018 | M       | KD      | C       | L       | MP      |
| 2018-2022 | M       | KD      | C       | L       | MP      |
| 2022-     | S       | M       |         |         |         |

### Kommunalråd
| Kommunalråd | Kommunalråd | Kommunalråd       | Tjänstgöringsgrad | Tjänstgöringsgrad |
| ----------- | ----------- | ----------------- | ----------------- | ----------------- |
| Majoritet   | S           | Kenth Williamsson | 100%              |                   |
| Majoritet   | M           | Gert Jonsson      | 100%              |                   |
| Opposition  | C           | Jörgen Johansson  | 100%              |                   |

### Kommunfullmäktige

#### Presidium
| Presidium 2023-2026    | Presidium 2023-2026 | Presidium 2023-2026 |
| ---------------------- | ------------------- | ------------------- |
| Ordförande             | M                   | Mats Oskarsson      |
| Förste vice ordförande | S                   | Robert Alkemark     |
| Andre vice ordförande  | SD                  | Stig Svensson       |

Källa:

#### Lista över kommunfullmäktiges ordförande
| Namn | Namn                   | Tillträdde | Avgick |
| ---- | ---------------------- | ---------- | ------ |
|      | Erling Andersson (KD)  | 1994       | 1998   |
|      | Allan Ragnarsson (M)   | 1998       | 2002   |
|      | Monica Sporrong (S)    | 2002       | 2006   |
|      | Erling Andersson (KD)  | 2006       | 2010   |
|      | Kristina Nordquist (C) | 2010       | 2014   |
|      | Christer Holmgren (M)  | 2014       | 2020   |
|      | Mats Oskarsson (M)     | 2020       |        |

#### Mandatfördelning 1970–2022
| 2 | 14 | 13 | 9 | 3 |

| 40 |

| 2 | 13 | 12 | 4 | 4 | 6 |

| 39 |

| 3 | 13 | 12 | 3 | 4 | 6 |

| 37 |

| 4 | 13 | 10 | 3 | 4 | 7 |

| 34 | 7 |

| 4 | 14 | 9 | 2 | 5 | 7 |

| 35 | 6 |

| 3 | 15 | 8 | 4 | 4 | 7 |

| 36 |

| 3 | 15 | 7 | 3 | 6 | 7 |

| 35 | 6 |

| 2 | 13 |  | 6 | 3 | 8 | 8 |

| 32 | 9 |

| 4 | 15 | 6 | 3 | 5 | 8 |

| 27 | 14 |

| 3 | 14 |  | 7 | 3 | 7 | 6 |

| 25 | 16 |

| 2 | 15 |  | 6 | 4 | 8 | 5 |

| 29 | 12 |

|  | 16 |  | 5 | 3 | 6 | 9 |

| 29 | 12 |

| 2 | 16 |  | 2 | 3 | 2 | 6 | 9 |

| 24 | 17 |

| 3 | 14 | 2 | 4 | 4 | 2 | 5 | 7 |

| 25 | 16 |

|  | 11 |  | 2 | 6 | 5 | 3 | 5 | 7 |

| 27 | 14 |

|  | 13 | 2 | 7 | 4 | 2 | 4 | 8 |

| 27 | 14 |

### Nämnder

#### Kommunstyrelse
| Presidium 2025-2026    | Presidium 2025-2026 | Presidium 2025-2026 |
| ---------------------- | ------------------- | ------------------- |
| Ordförande             | S                   | Kenth Williamsson   |
| Förste vice ordförande | M                   | Gert Jonsson        |
| Andre vice ordförande  | C                   | Jörgen Johansson    |

Källa:

#### Lista över kommunstyrelsens ordförande
| Namn | Namn              | Från | Till | Politisk tillhörighet |
| ---- | ----------------- | ---- | ---- | --------------------- |
|      | Harald Johansson  | 1971 | 1974 | Socialdemokraterna    |
|      | Nils Jonsson      | 1974 | 1977 | Centerpartiet         |
|      | Allan Friberg     | 1977 | 1989 | Centerpartiet         |
|      | Evald Andersson   | 1989 | 2002 | Centerpartiet         |
|      | Börje Gustafsson  | 2003 | 2004 | Kristdemokraterna     |
|      | Bengt Dahlqvist   | 2004 | 2010 | Moderaterna           |
|      | Berry Lilja       | 2011 | 2014 | Socialdemokraterna    |
|      | Allan Ragnarsson  | 2015 | 2016 | Moderaterna           |
|      | Gert Jonsson      | 2016 | 2024 | Moderaterna           |
|      | Kenth Williamsson | 2025 |      | Socialdemokraterna    |

#### Övriga nämnder
| Nämnder 2023-2026            | Ordförande | Ordförande          | Vice ordförande | Vice ordförande  | Andre vice ordförande | Andre vice ordförande |
| ---------------------------- | ---------- | ------------------- | --------------- | ---------------- | --------------------- | --------------------- |
| Barn- och utbildningsnämnden | S          | Marijo Corkovic     | M               | Carl Johansson   | KD                    | Robin Ahlnér          |
| Socialnämnden                | M          | Ann-Katrin Löfstedt | S               | Göran Tollbo     | C                     | Fredrik Nord          |
| Kultur- och fritidsnämnden   | S          | Nadira Kilim        | KD              | Jan Eric Victor  |                       |                       |
| Miljö- och byggnämnden       | S          | Magnus Dauhn        | C               | Mats Bergman     |                       |                       |
| Tekniska nämnden             | M          | Gert Jonsson        | c               | Olof Sjöholm     |                       |                       |
| Valnämnden                   | M          | Mats Jonsson        | C               | Sven Samuelsson  |                       |                       |
| Revisionen                   | C          | Göran Svensson      | S               | Inger Strandlund |                       |                       |

## Ekonomi och infrastruktur

### Näringsliv
Kommunen har en lång tradition av industrier. En betydande möbel- och åkdonstillverkning växte fram där under slutet av 1800-talet och  i början av 2020-talet hade  möbeltillverkningen fortsatt stor betydelse. Bland företag inom möbelindustrin hittas exempelvis kontorsmöbeltillverkaren Kinnarp AB i Skillingaryd och Swedstyle AB i Vaggeryd. Metall- och verkstadsindustri tillhörde en annan dominerande industribransch med företag som Uppåkra Mekaniska AB som tillverkar komponenter till fordons- och maskintillverkning i Skillingaryd.

### Infrastruktur

#### Transporter
Kommunen genomkorsas i nord-sydlig riktning av E4 varifrån länsväg 152 tar av åt sydväst söder om Skillingaryd. Genom kommunens östra delar sträcker sig riksväg 30 från norr mot sydöst. Järnvägslinjen Halmstad–Nässjö sträcker sig i en båge från söder mot öster. Den trafikeras av regiontågen Krösatågen med stopp i Klevshult, Skillingaryd, Vaggeryd och Hok. I Vaggeryd ansluter Vaggerydsbanan åt norr mot Jönköping, denna trafikeras också av Krösatågen.

## Befolkning

### Demografi

#### Befolkningsutveckling
Kommunen har 14 850 invånare (31 mars 2025), vilket placerar den på 160:e plats avseende folkmängd bland Sveriges kommuner.
| Befolkningsutvecklingen i Vaggeryds kommun 1970–2020 | Befolkningsutvecklingen i Vaggeryds kommun 1970–2020 | Befolkningsutvecklingen i Vaggeryds kommun 1970–2020 | Befolkningsutvecklingen i Vaggeryds kommun 1970–2020 | Befolkningsutvecklingen i Vaggeryds kommun 1970–2020 |
| ---------------------------------------------------- | ---------------------------------------------------- | ---------------------------------------------------- | ---------------------------------------------------- | ---------------------------------------------------- |
|                                                      |                                                      |                                                      |                                                      |                                                      |
| År                                                   |                                                      |                                                      | Folkmängd                                            |                                                      |
| 1970                                                 | 1970                                                 |                                                      | 11 044                                               |                                                      |
| 1975                                                 | 1975                                                 |                                                      | 11 355                                               |                                                      |
| 1980                                                 | 1980                                                 |                                                      | 12 121                                               |                                                      |
| 1985                                                 | 1985                                                 |                                                      | 12 070                                               |                                                      |
| 1990                                                 | 1990                                                 |                                                      | 12 431                                               |                                                      |
| 1995                                                 | 1995                                                 |                                                      | 12 425                                               |                                                      |
| 2000                                                 | 2000                                                 |                                                      | 12 738                                               |                                                      |
| 2005                                                 | 2005                                                 |                                                      | 12 665                                               |                                                      |
| 2010                                                 | 2010                                                 |                                                      | 12 991                                               |                                                      |
| 2015                                                 | 2015                                                 |                                                      | 13 372                                               |                                                      |
| 2020                                                 | 2020                                                 |                                                      | 14 523                                               |                                                      |

## Kultur

### Kulturarv
Bland kulturarv i kommunen hittas exempelvis Byarums kyrka, en kyrka med gamla anor. Den är troligtvis knuten till Byarums kloster som uppfördes på 1150-talet men som 1236  flyttades till Sko kloster i Uppland. Hooks herrgård är en annan byggnad med gamla anor. Åren 1894 och 1895 användes herrgården som rekreationsområde av drottning Sofia. På området finns Lindefors järnbruk som startade sin verksamhet 1728 och som på 1870-talet fortfarande var aktivt.

### Idrott
Waggeryds IK har spelat i högsta divisionen i bandy och näst högsta divisionen i fotboll. Klubben spelar sina hemmamatcher på Vaggeryds IP. I Vaggeryd återfinns även Vaggerydstravet.

### Kommunvapen
Blasonering: I fält av guld ett vagnshjul bestående av svart hjulband och svart nav samt av röd hjulring i fyra delar och tio röda ekrar.
Vaggeryds kommunvapen var direkt efter kommunbildningen detsamma som Vaggeryds köpings år 1952 fastställda vapen, varvid Skillingaryds från 1948 förlorade sin giltighet. Under 1980-talet utarbetade konstnären Erik Kling i stället ett nytt, gemensamt vapen, som registrerades hos PRV år 1989. Hjulet syftar på en traditionell vagntillverkning som under lång tid skett i området. Hjulringens fyra delar kan tolkas som de fyra enheter av vilka kommunen bildades år 1971. Kommunens slogan är "Vaggeryd - där hjulen alltid snurrar".